# 盧卡斯·軒達施亞

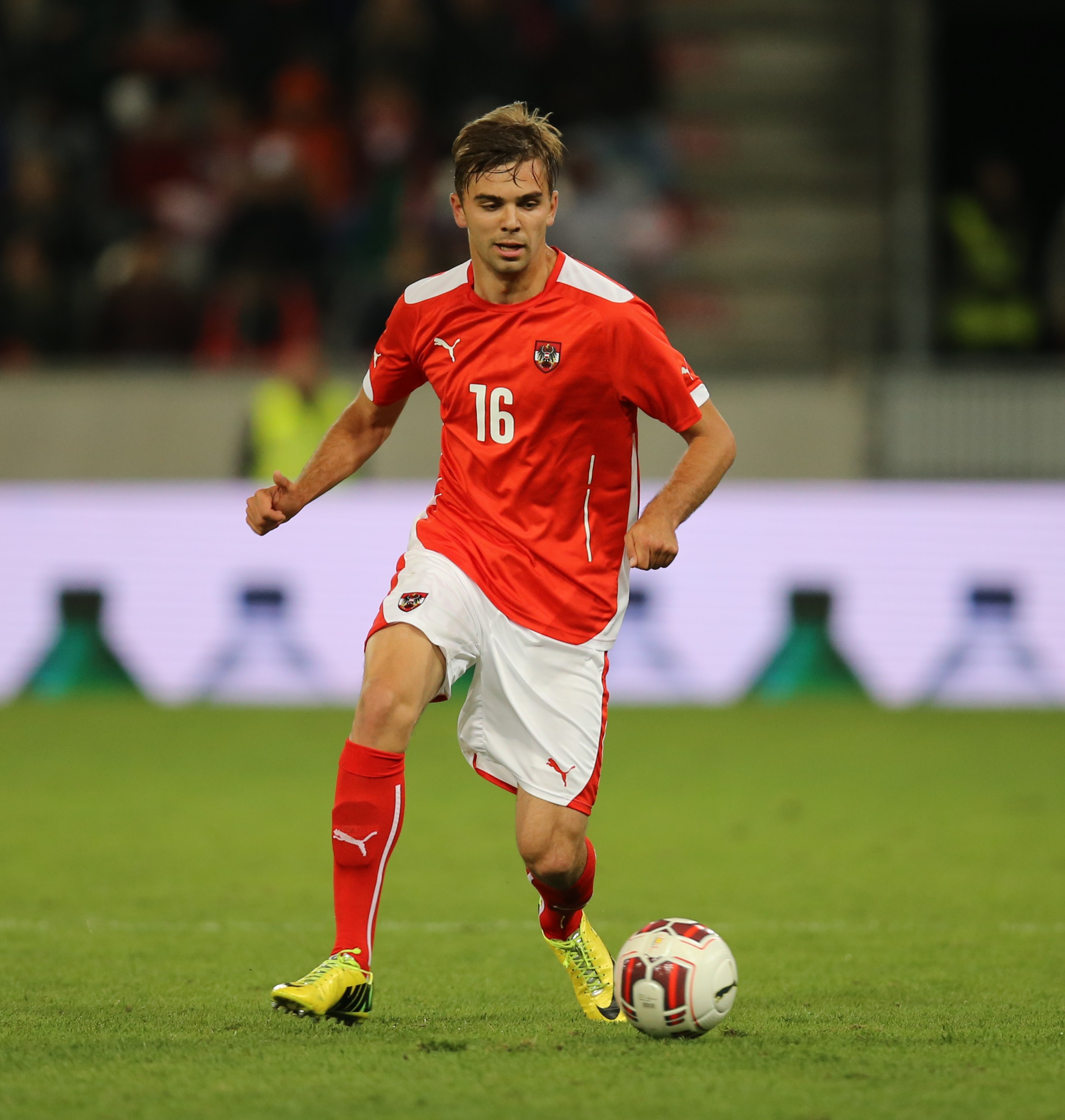
2014年的軒達施亞

盧卡斯·軒達施亞（德語：Lukas Hinterseer；1991年3月28日—），奧地利職業足球員，司職前鋒，現效力於德乙球會漢諾威。

## 外部連結
- fussballdaten.de：盧卡斯·軒達施亞之統計數據 （德文）
- worldfootball.net：盧卡斯·軒達施亞之統計數據 （英文）
- Soccerway資料庫：盧卡斯·軒達施亞